# Acacia burkei
Acacia burkei är en ärtväxtart som beskrevs av George Bentham. Acacia burkei ingår i släktet akacior, och familjen ärtväxter. Inga underarter finns listade i Catalogue of Life.